# Estación de Les Sablons
Les Sablons, de su nombre completo Les Sablons - Jardin d'Acclimatation, es una estación de la línea 1 del metro de París situada bajo la avenida Charles de Gaulle (antaño avenida de Neuilly) en el municipio de Neuilly-sur-Seine.

## Historia
La estación se abrió el 29 de abril de 1937 en las primeras ampliaciones de las líneas del metro fuera de París.
Debe su nombre a unas antiguas canteras de arena. Su nombre completo hace referencias al cercano Jardín de Aclimatación.

## Descripción
La estación se compone de dos andenes laterales y de dos vías.
En el año 2010, la estación fue renovada y despojada de los revestimientos metálicos que forraban la bóveda recuperando así los clásicos azulejos blancos biselados del metro parisino. Estos cubren ambas paredes pero no la parte central de la bóveda que aparece únicamente pintada de blanco. Ese mismo color ha sido empleado en los finos marcos publicitarios.
Su iluminación emplea el modelo vagues (olas) con estructuras casi adheridas a la bóveda que sobrevuelan ambos andenes proyectando la luz en varias direcciones.
La señalización por su parte usa la moderna tipografía Parisine LED donde el nombre de la estación aparece en letras blancas sobre un panel metálico de color azul.
Por último, los asientos de la estación son los modernos Coquille o Smiley, unos asientos en forma de cuenco inclinado para que parte del mismo pueda usarse como respaldo y que poseen un hueco en la base en forma de sonrisa.
Como todas las estaciones de la línea 1 está dotada de puertas de andén que se instalaron en el año 2009.

## Accesos
La estación dispone de cuatro accesos, todos ellos en la avenida Charles de Gaulle.
- Av. Charles de Gaulle, 52
- Av. Charles de Gaulle, 70
- Av. Charles de Gaulle, 85
- Av. Charles de Gaulle, 103